# Brunheiro
Brunheiro ou Abrunheiro era, em 1873, uma freguesia do concelho de Estarreja, na comarca do Douro. Localizava-se 42 km a sul do Porto, 270 km a norte de Lisboa, e 18 km a norte de Aveiro. A população era, em 1873, de 980 fogos, sendo de 632 fogos em 1757.
O orago era São Mateus Envangelista, e pertencia ao Bispado do Porto e ao distrito administrativo de Aveiro. Anteriormente pertencera ao termo de Estarreja, comarca de Esgueira. Situava-se numa campina, com a igreja matriz dentro do povoado. Apesar da sua dimensão, era anexa à freguesia de Avanca, a cujo reitor pertencia a apresentação do cura, que recebia 50$000 reis em dinheiro e o pé de altar. 
Era terra fértil em cereais, vinho e frutas, com grande abundância de laranja de óptima qualidade. Nas margens dos esteiros existia grande abundância de tabúa ou brunho, planta que deu o nome à freguesia, e também muito moliço - estrume vegetal marinho - de que se fazia grande negócio. Nos campos criavam-se e engordavam-se grande quantidade de bois, vacas, cavalos, éguas, etc.
A ria de Aveiro passava por esta freguesia, dando-lhe grande valor. Aqui se dividia em três braços: Martinho, Gago e Porto Mancão. Além da grande quantidade de moliço, criavam-se também muitos peixes, como barbos, sáveis, solhas, linguados, etc.